# Lūcija Garūta

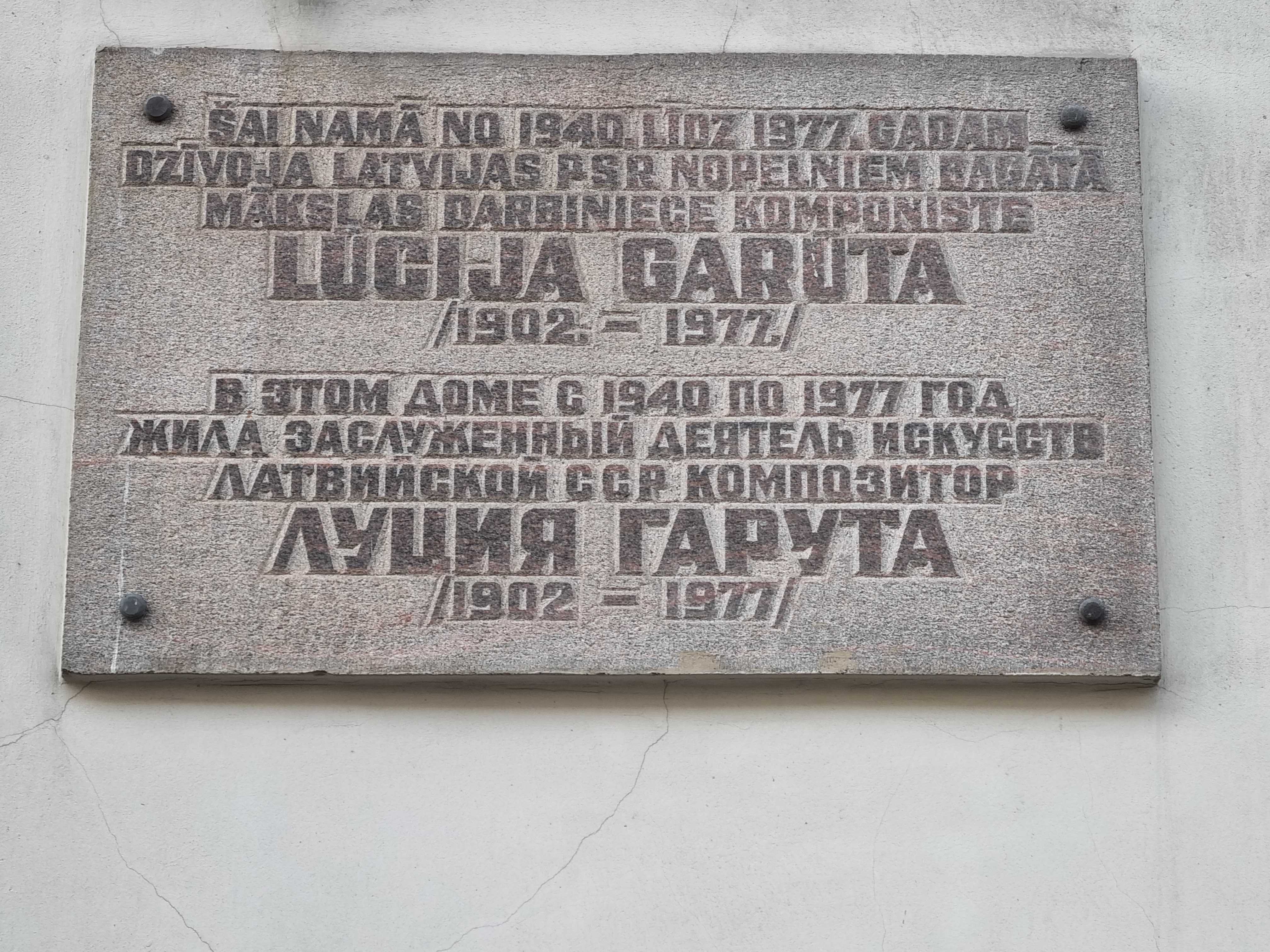
herdenkingsplaat voor Lūcija Garūta in Riga

Lūcija Garūta (Riga, 14 mei 1902 – aldaar, 15 februari 1977) was een Letse pianiste, dichteres en componiste. Ze is vooral bekend van het componeren van de cantate Dievs, Tava zeme deg! in 1943. Haar werk als componist bestaat voornamelijk uit programmatische muziek in een neoromantische stijl en vertoont veel invloeden van Aleksandr Skrjabin.

## Leven en carrière
Lūcija Garūta werd geboren in Riga (toen deel van het Keizerrijk Rusland) als dochter van een boekhouder. Van 1919 tot 1925 studeerde ze aan de Letse Muziekacademie. In 1924 studeerde ze af in de opleiding compositie bij Jāzeps Vītols, in 1925 studeerde ze af in de piano-opleiding bij Ludmila Gomane-Dombrovska. Tijdens haar studie was ze pianist-repetitor bij de Nationale Opera van Letland.
Na haar afstuderen werkte ze van 1925 tot 1926 bij Radio Riga. In 1926 nam ze een baan aan als docent muziektheorie en piano aan de Jāzeps Vītols Letse muziekschool. In 1926 en de volgende jaren zette zij haar pianostudies voort bij Alfred Cortot en Isidor Philipp haar compositiestudies bij Paul Le Flem. Nog in 1926 maakte ze haar debuut in Parijs en werd daar actief als componiste en gaf ze concerten in Parijs en Doorheen heel Letland. In 1928 begon ze met compositielessen bij Paul Dukas. Garūta trad voornamelijk op met kamermuziek, zowel als solist als als begeleider.
In 1940, kort voordat de Sovjetbezetting van Letland plaatsvond, ging Garūta compositie en muziektheorie doceren aan het Letse Conservatorium, waar ze in 1960 tot hoogleraar werd gekozen. Eind jaren veertig maakte ziekte een einde aan haar carrière als artiest, maar ze bleef wel lesgeven. In 1973 behaalde ze de titel van professor.
Lūcija Garūta stierf in 1977 in Riga (destijds Letse SSR, Sovjet-Unie) en werd begraven op de 1e bosbegraafplaats in Riga. Sinds 2002 wordt in Letland ter nagedachtenis van haar de tweejaarlijkse Internationale Jonge Pianistenwedstrijd Lūcija Garūta gehouden.

## Werken
Enkele geselecteerde werken zijn:
- Elēģija ("Elegie") voor cello, 1922
- Lūgšana ("Gebed") voor viool, 1923
- Meditācija ("Meditatie") voor symfonieorkest, 1934
- Manā dzimtenē ("In mijn vaderland"), symfonische variaties, 1935
- Dievs, tava zeme deg! ("God, uw land brandt!"), cantate voor tenor, bariton, koor en orgel, 1943
- Andante Tranquillo, pianotrio in B, 1948
- Pianoconcerto in fis mineur, 1951
- Zelta zirgs ("Het gouden paard"), symfonische vertelling, 1959
- Meditatie voor orgel, 1970